# Avraham Stern
Avraham Stern, (hebr. אברהם שטרן,  Suwałki, Poljska, 23. prosinca 1907.  - Tel Aviv, 12. veljače 1942.), bio je osnivač i vođa cionističke terorističke skupine koja je djelovala u Palestini 1940-ih.
U 18. godini (1925.) emigrirao je u Palestinu koja je bila pod britanskim mandatom. Studirao je klasične jezike pri hebrejskom sveučilištu Scopus u Jeruzalemu.
1940. osniva organizaciju Lehi kada je dio članova napustio Irgun, zajedno sa židovskim gerilskim vojnicima u Palestini koji su po političkim stavovima bili blizu revizionističkom dijelu cionističkog pokreta, jer nisu htjeli surađivati s britanskim vojnim snagama. Irgun je već prije odlučio surađivati s Britancima u borbi protiv nacista. Stern se suprotstavio toj suradnji jer su članovi organizacije mislili da se samo kroz oružanu borbu mogu riješiti imeprijalista i na taj način stvoriti neovisnu državu Izrael.
U siječnju 1941., Stern se pokušao nagoditi s nacistima o sudjelovanju u Drugom svjetskom ratu na strani Njemačke, ako bi Nijemci zauzvrat pomogli Židovima da emigriraju u Izrael.

Sterna je ubila britanska policija kada ga je uhitila u Tel Avivu 12. veljače 1942.